# العلاقات الأيرلندية النيبالية
العلاقات الأيرلندية النيبالية هي العلاقات الثنائية التي تجمع بين جمهورية أيرلندا ونيبال.

## مقارنة بين البلدين
هذه مقارنة عامة ومرجعية للدولتين:
| وجه المقارنة                                              | جمهورية أيرلندا                                       | نيبال                               |
| --------------------------------------------------------- | ----------------------------------------------------- | ----------------------------------- |
| المساحة (كم2)                                             | 70.27 ألف                                             | 147.18 ألف                          |
| عدد السكان (نسمة)                                         | 4.76 مليون                                            | 29.40 مليون                         |
| الكثافة السكانية (ن./كم²)                                 | 67.74                                                 | 199.76                              |
| العاصمة                                                   | دبلن                                                  | كاتماندو                            |
| اللغة الرسمية                                             | اللغة الأيرلندية، لغة إنجليزية، الإنجليزية الأيرلندية | اللغة النيبالية                     |
| العملة                                                    | جنيه أيرلندي، يورو، عملات اليورو الأيرلندية           | روبية نيبالية                       |
| الناتج المحلي الإجمالي (بليون دولار)                      | 333.73 مليار                                          | 24.47 مليار                         |
| الناتج المحلي الإجمالي (تعادل القوة الشرائية) بليون دولار | 318.16 مليار                                          | 70.20 مليار                         |
| الناتج المحلي الإجمالي الاسمي للفرد دولار أمريكي          | 61.13 ألف                                             | 743                                 |
| الناتج المحلي الإجمالي للفرد دولار أمريكي                 |                                                       | 2.37 ألف                            |
| مؤشر التنمية البشرية                                      | 0.916                                                 | 0.548                               |
| رمز المكالمات الدولي                                      | +353                                                  | +977                                |
| رمز الإنترنت                                              | .ie                                                   | .np                                 |
| المنطقة الزمنية                                           | 00، ت ع م+01:00، أوروبا/دبلن ‏                         | ت ع م+05:45، التوقيت الموحد لنيبال ‏ |

## منظمات دولية مشتركة
يشترك البلدان في عضوية مجموعة من المنظمات الدولية، منها:
| علم المنظمة | اسم المنظمة                               | تاريخ انضمام جمهورية أيرلندا | تاريخ انضمام نيبال |
| ----------- | ----------------------------------------- | ---------------------------- | ------------------ |
|             | مؤسسة التنمية الدولية                     | 22 ديسمبر 1960               | 6 مارس 1963        |
|             | يونسكو                                    | 3 أكتوبر 1961                | 1 مايو 1953        |
|             | مؤسسة التمويل الدولية                     | 11 سبتمبر 1958               | 7 يناير 1966       |
|             | منظمة حظر الأسلحة الكيميائية              | ?                            | ?                  |
|             | الأمم المتحدة                             | 14 ديسمبر 1955               | 14 ديسمبر 1955     |
|             | منظمة الشرطة الجنائية الدولية             | ?                            | ?                  |
|             | البنك الدولي للإنشاء والتعمير             | 8 أغسطس 1957                 | 6 سبتمبر 1961      |
|             | الاتحاد البريدي العالمي                   | ?                            | ?                  |
|             | المركز الدولي لتسوية المنازعات الاستشارية | 7 مايو 1981                  | 6 فبراير 1969      |
|             | وكالة ضمان الاستثمار متعدد الأطراف        | 27 أكتوبر 1989               | 9 فبراير 1994      |
|             | بنك التنمية الآسيوي                       | 2006                         | 1966               |
|             | منظمة التجارة العالمية                    | ?                            | ?                  |
|             | الفريق المعني برصد الأرض                  | ?                            | ?                  |

## وصلات خارجية
- موقع وزارة الخارجية النيبالية